# Gleby orne przeznaczone pod użytki zielone
Gleby orne przeznaczone pod użytki zielone (14)  – kompleks do którego zalicza się gleby obecnie użytkowane jako grunty orne, lecz ich właściwości powodują, że powinny być użytkowane tylko jako użytki zielone. Gleby tego kompleksu są często zbyt wilgotne, ale wszelkie melioracje są niewskazane, gdyż mogą powodować osuszenie sąsiednich, przylegających terenów. Kompleks ten obejmuje również gleby położone na stromych stokach, gdzie występuje erozja, a uprawa roli jest poważnie utrudniona. Na mapach glebowo-rolniczych kompleks 14 jest wydzielany tylko przy skali  1:5000 i większej. Na mapach o mniejszej skali, gleby tego kompleksu są podporządkowane do użytków zielonych lub kompleksu zbożowo-pastewnego mocnego lub słabego.